# برديات رامسيوم الطبية

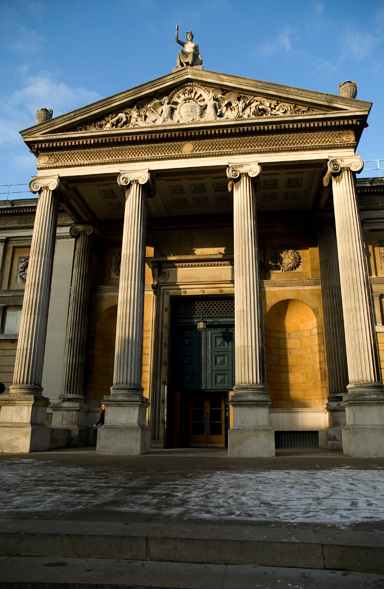

برديات رامسيوم الطبية، تتكون من مجموعة من الوثائق الطبية المصرية القديمة، وقد وجدت هذه الوثائق في معبد الرامسيوم ويعود تاريخها إلى أوائل القرن الثامن عشر قبل الميلاد. لقد تضمنت هذه الوثائق الطبية معلومات عن الأمراض وبنية الجسم و أيضًا الطرق المستخدمة لعلاج هذه الأمراض كما هو الحال مع اغلب البرديات الطبية المصرية القديمة . ومن الأمراض المذكوره في هذه الوثائق، أمراض العيون و أمراض النساء والعضلات والأوتار وأيضًا أمراض الأطفال. تتميز هذه البردية بأنها الوحيدة المعروفة التي وصفت هذه الأمراض بدقة عالية وتفصيل كبير. معظم النصوص المكتوبة في المخطوطات المعروفة من هذه المجموعة موجودة في الجزء الثالث والرابع والخامس، ومكتوبة في أعمدة رأسية.
تتعامل البردية الرابعة مع مشاكل مشابهة لبردية كاهون للأمراض النسائية، مثل المخاض وحماية المولود الجديد وطرق التنبؤ بسلامة الجنين و احتمالية بقائه على قيد الحياة وطرق التنبؤ بجنس المولود الجديد. كما أنه يحتوي أيضًا على تركيبة لمنع الحمل.
تتضمن البردية الخامسة على العديد من الوصفات الطبية التي تهتم باسترخاء الأطراف، هذه الوصفات كتبت بالخط الهيروغليفي بدلًا من الكتابة الهيراطيقية كما هو مكتوب في البرديات الطبية الأخرى.